# Замиевые
За́миевые (лат. Zamiaceae) — семейство саговников, содержит 9 родов, объединяемых в 2 подсемейства, и более 200 видов.

## Ареал
Обитают в тропических и субтропических регионах Африки, Австралии, а также Северной и Южной Америки. 

## Ботаническое описание
Многолетние, вечнозелёные или листопадные растения, по внешнему виду напоминающие пальмы или папоротники. Стебель подземный или высокий и прямостоячий, как правило, неветвящийся, цилиндрический; у австралийских родов также имеются стебли, постоянно скрытые под основаниями листьев. 
Листья перистые, располагаются спирально, иногда среди них попадаются недоразвитые листья — катафиллы. Листочки, входящие в состав единого сложного листа, могут дихотомически разделяться. К листочкам подходит несколько почти параллельных дихотомически ветвящихся продольных жилок, центральной жилки нет. Устьица располагаются на обоих поверхностях листочка или же только на нижней. 
От корней отходят придаточные корни. Кораллоподобные корни развиваются у основания стебля или под поверхностью почвы. 
Женские и мужские спорофиллы располагаются спирально и собраны в стробилы — шишки, располагающиеся вдоль главной оси. Женские спорофиллы простые, щитовидные, на стерильных черешках, с увеличенной и утолщённой пластинкой с 2 (реже 3 и более) прикреплёнными яйцеклетками, расположенными на нижней стороне в углублениях. Семена угловатые, с твёрдым внутренним слоем и мягким наружным. Они часто яркого цвета, с 2 семядолями.
Подсемейство Encephalartoideae характеризуется спирально расположенными спорофиллами (чаще, чем спиральные ортостихи), плохо развитыми листовыми пластинками, но с чётко выраженными основаниями листа. Оно распространено в Австралии, содержит 2 рода и 40 видов. 
Как и все саговники, представители замиевых ядовиты. Они образуют ядовитые гликозиды, известные как циказиды.
Разными частями растений семейства замиевых питаются гусеницы бабочек-голубянок рода Eumaeus.

## Таксономия
По информации базы данных The Plant List (на июль 2016) семейство включает 9 родов и 216 видов:
- Bowenia
- Ceratozamia Brongn.
- Dioon Lindl. — Диоон
- Encephalartos Lehm. — Энцефаляртос
- Lepidozamia Lehm.
- Macrozamia Miq.
- Microcycas (Miq.)A.DC.
- Stangeria T.Moore
- Zamia L. typus[5] — Замия

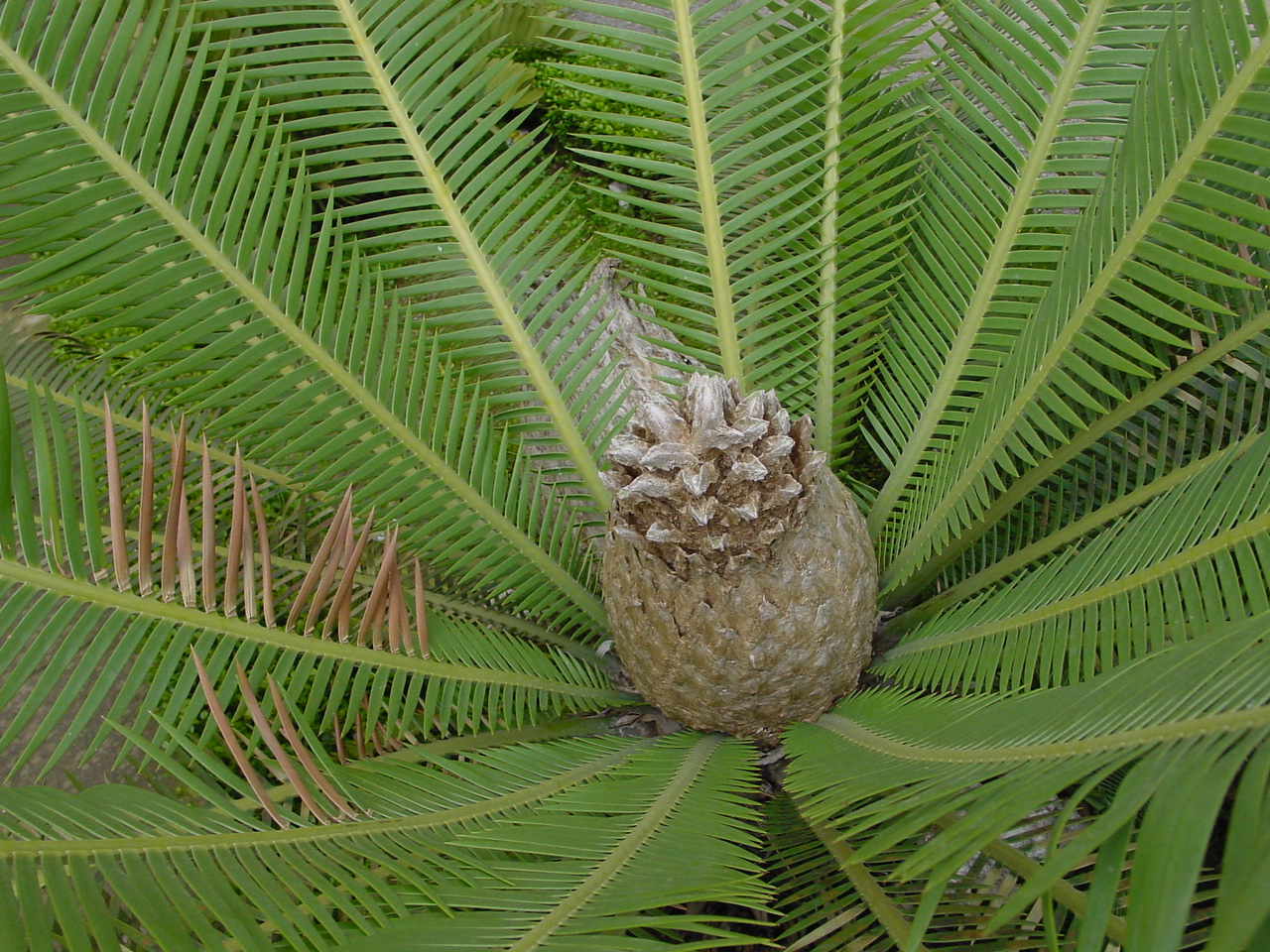
Dioon edule
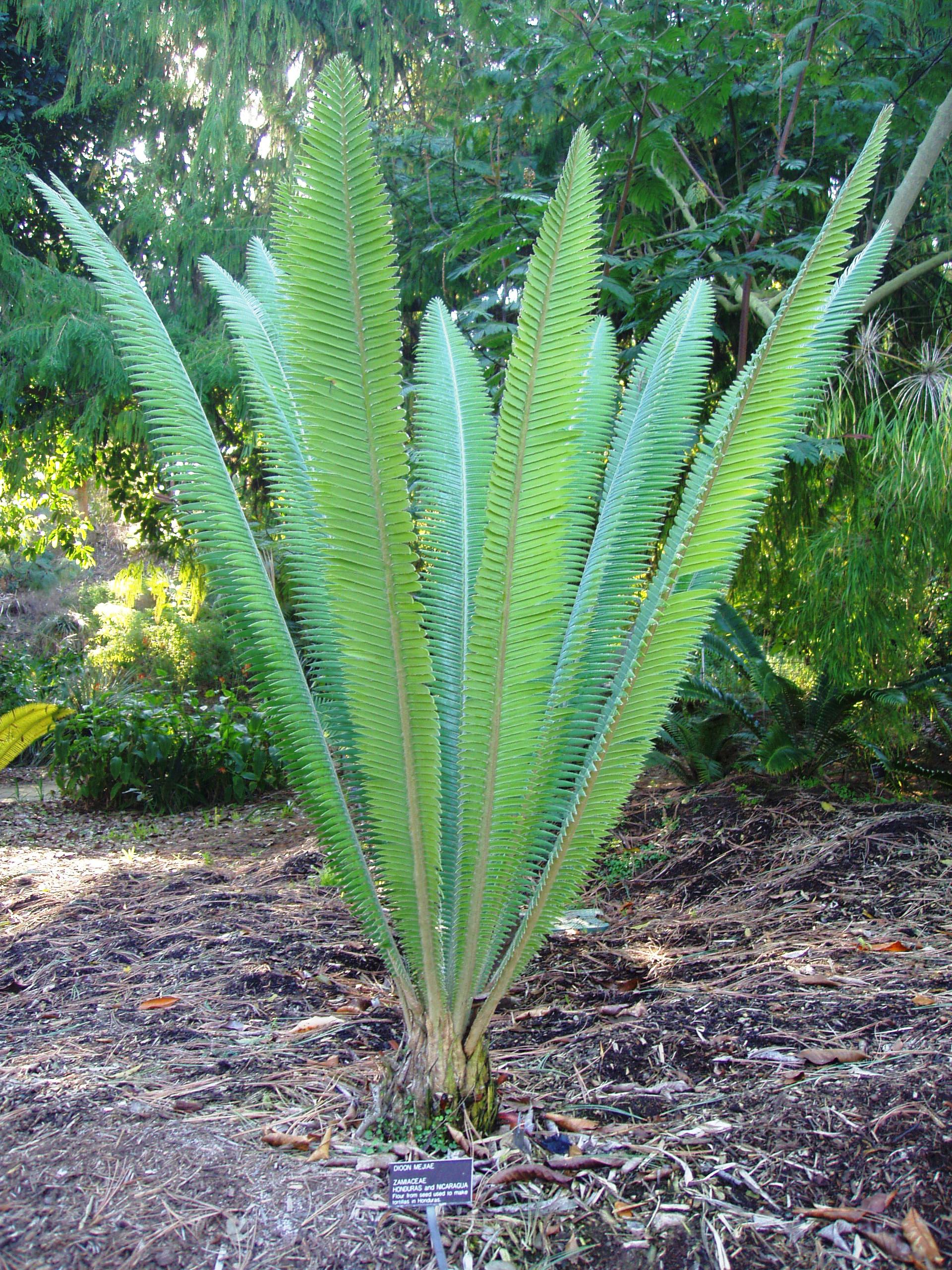
Dioon mejiae
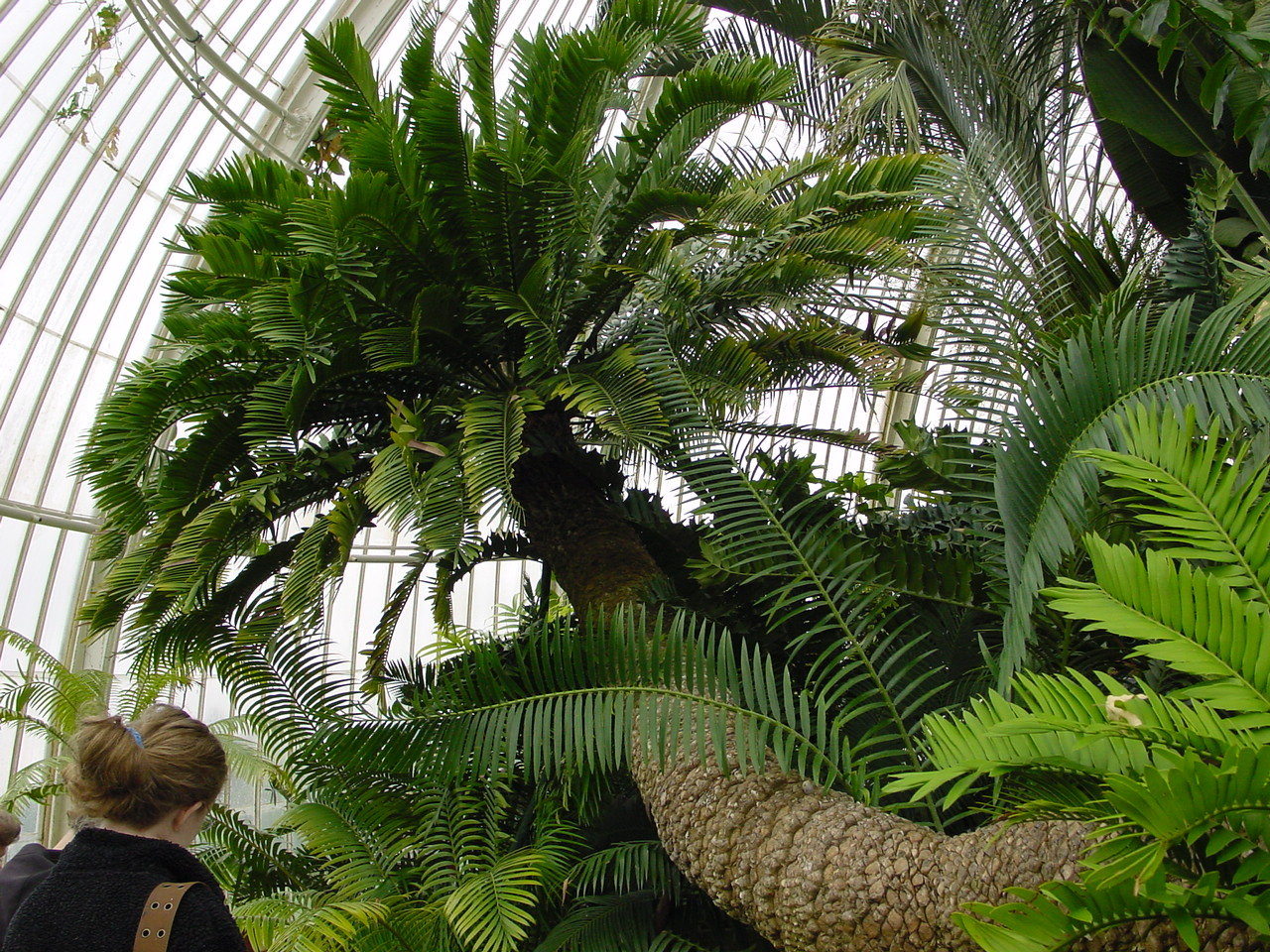
Encephalartos altensteinii
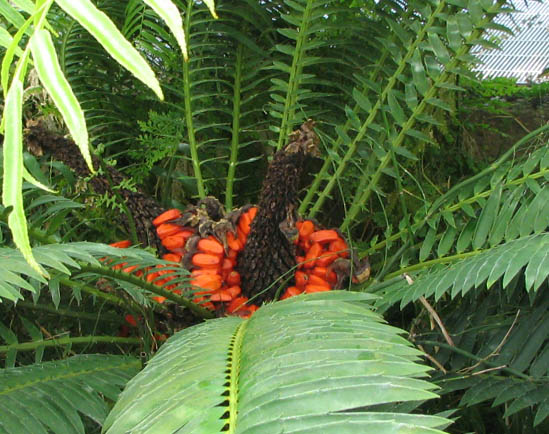
Encephalartos lebomboensis
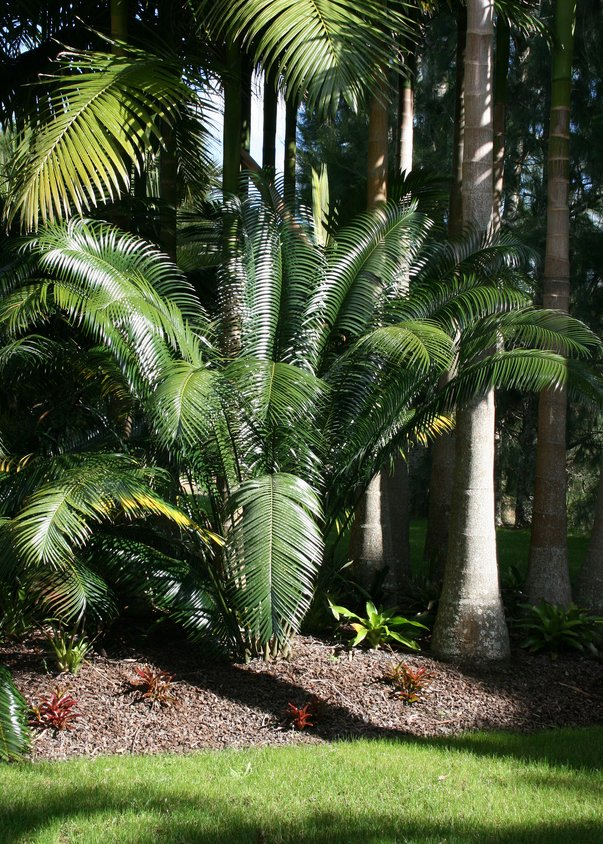
Lepidozamia peroffskyana
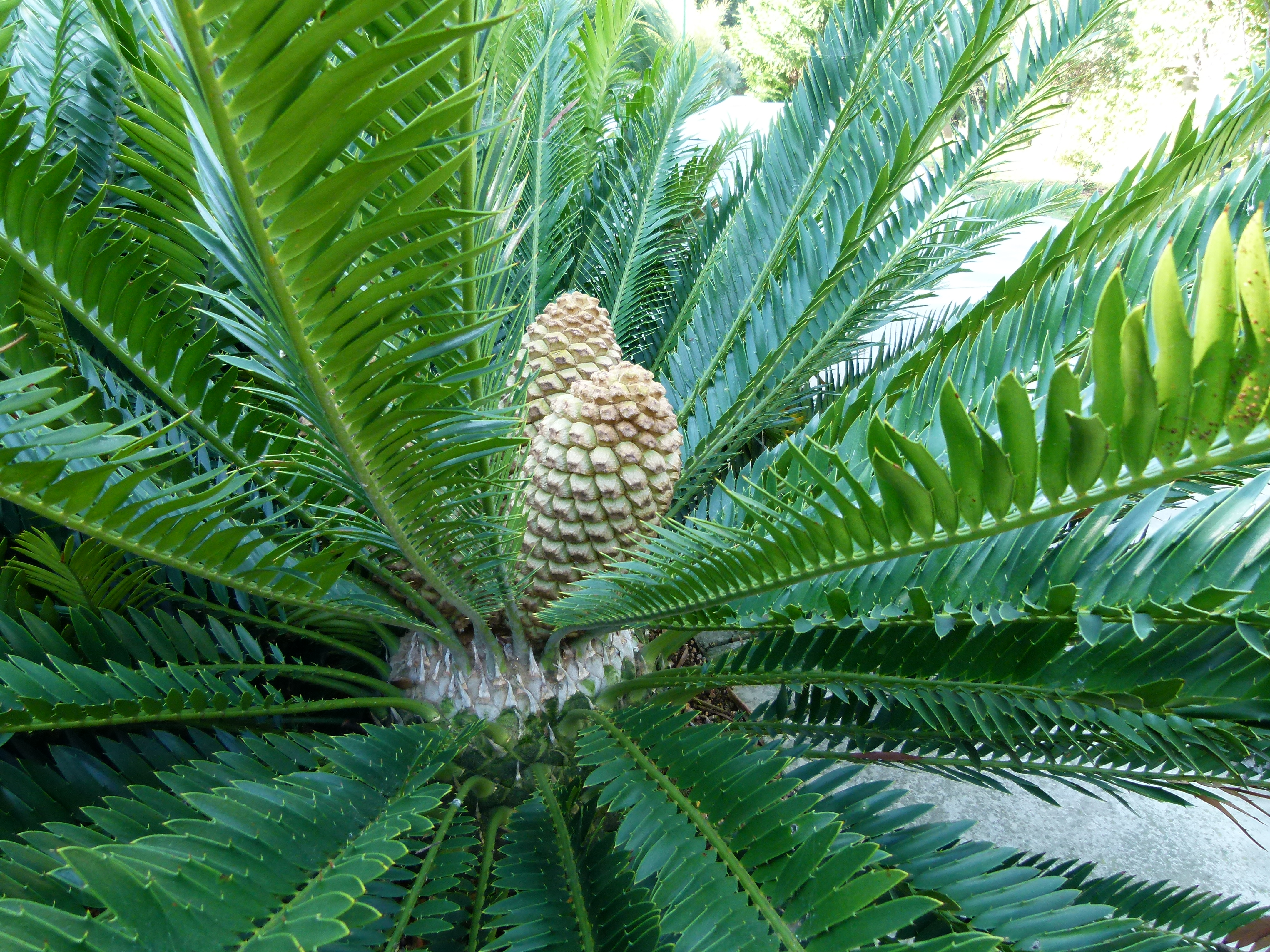
Macrozamia moorei
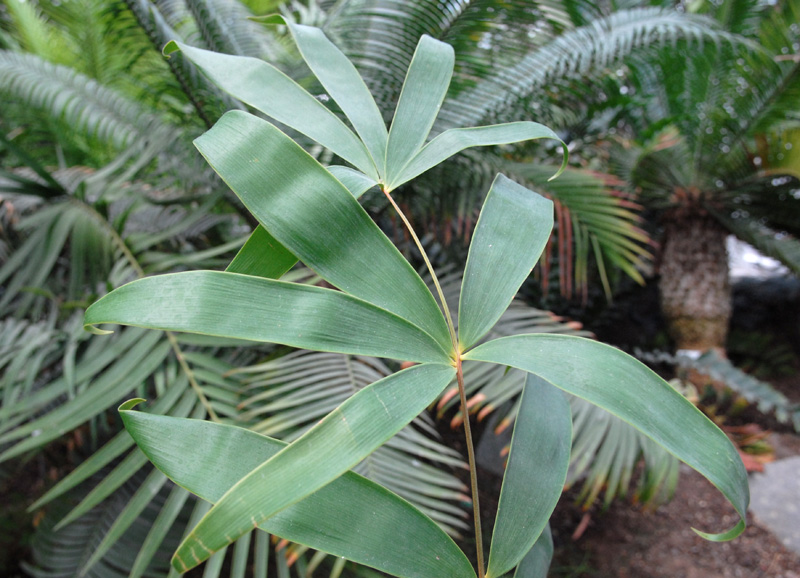
Ceratozamia hildae
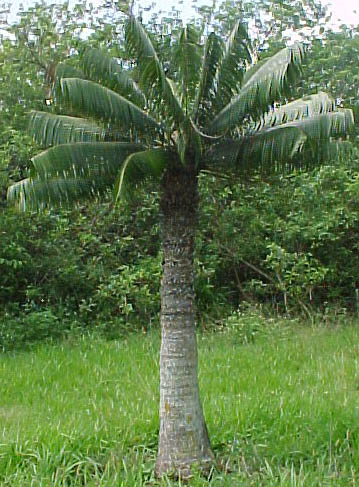
Microcycas calocoma
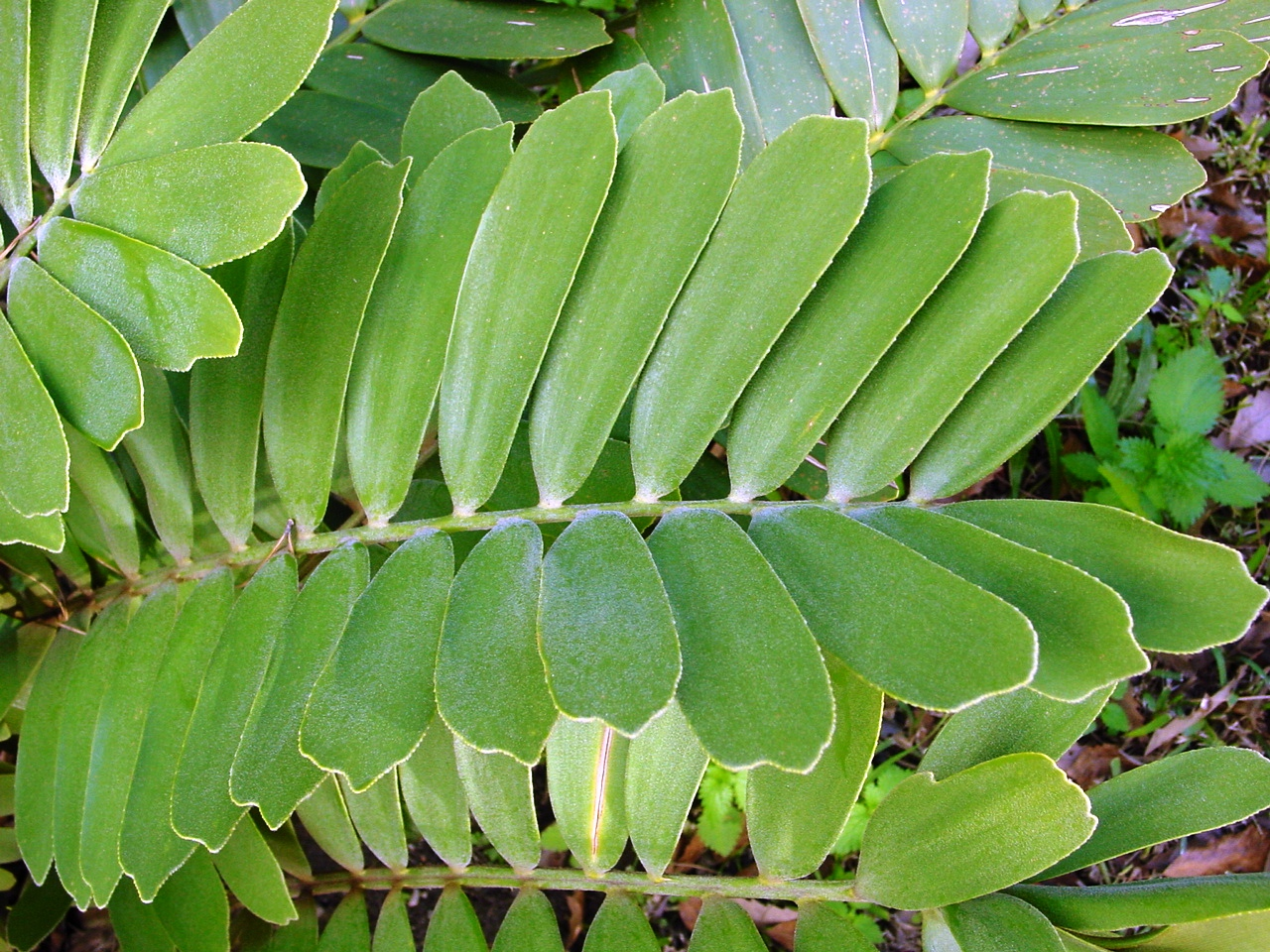
Zamia furfuracea